# Ernst Brenner

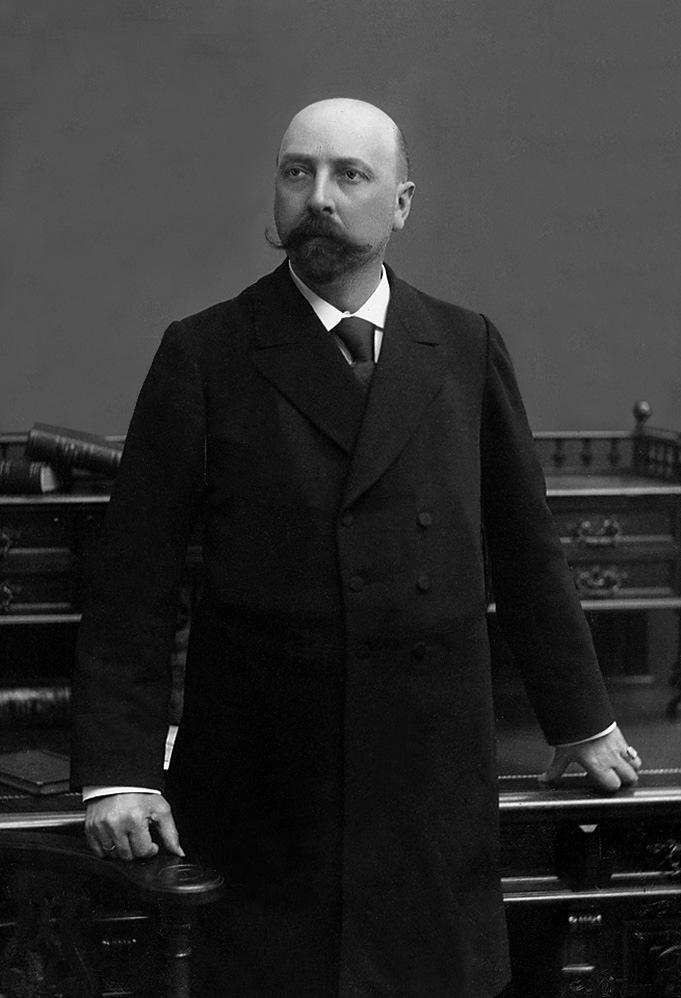
Ernst Brenner (1897)

Ernst Brenner, född 9 december 1856 och död 11 mars 1911, var en schweizisk statsman.
Brenner var medlem av nationalrådet från 1887, och 1894-95 dess president. 1897 blev han chef för förbundsrådets justitie- och polisdepartement. Han var 1901 och 1908 förbundspresident. Brenner inlade stort arbete i utformandet av den schweiziska civillagstiftningen.